# Zamach na marszu jedności w Charkowie
Zamach w Charkowie – zamach bombowy, do którego doszło 22 lutego 2015 roku w Charkowie w czasie marszu ukraińskiej jedności narodowej z okazji rocznicy rewolucji godności. W wyniku ataku śmierć poniosły 4 osoby, a 9 zostało rannych.
Sprawcami zamachu byli dywersanci współpracujący z rosyjskimi służbami specjalnymi. 26 lutego 2015 roku zostali zatrzymani przez funkcjonariuszy Służby Bezpieczeństwa Ukrainy. Terroryści zostali skazani na dożywotnie pozbawienie wolności. Zostali jednak uwolnieni w grudniu 2019 roku w ramach wymiany więźniów między Rosją a Ukrainą.

## Zamach
Na 22 lutego 2015 roku w Charkowie zaplanowano akcję rocznicową: „22 lutego 2014 roku wyrzuciliśmy bandiukowycza — 22 lutego 2015 roku czas wyrzucić putlera!”. Akcja nawiązywała do pierwszej rocznicy rewolucji godności, w czasie której z Kijowa do Rosji uciekł prezydent Ukrainy Wiktor Janukowycz. Druga część hasła odnosi się do prezydenta Rosji Władimira Putina, którego wojska na początku 2014 roku anektowały ukraiński Krym, a następnie, wspierając prorosyjski separatyzm, rozpoczęły wojnę w Donbasie. Również w Charkowie miały miejsce protesty separatystów, stłumione jednak przez siły lojalne wobec państwa ukraińskiego. Jednocześnie Federacja Rosyjska dokonywała ataków dywersyjnych. Według Ministerstwa Spraw Wewnętrznych Ukrainy w 2014 roku w obwodzie charkowskim doszło do 43 aktów dywersji.
Marsz rozpoczął się pod Pałacem Sportu przy Prospekcie Marszałka Żukowa (obecnie Prospekt Petra Hryhorenki), przy którym aktywiści ustawili się w kolumnę i pomaszerowali w stronę Placu Wolności. Około godziny 13:20, gdy kolumna zdążyła przejść 100 metrów, rozległa się eksplozja. Według prokuratora obwodu charkowskiego Jurija Danylczenki urządzenie, które wybuchło było  miną przeciwpiechotną MON-100 z urządzeniem sterowanym radiowo. Według Służby Bezpieczeństwa Ukrainy materiały wybuchowe ukryto poprzedniej nocy w zaspie śnieżnej znajdującej się na pasie awaryjnym. Siła eksplozji odpowiadała wybuchowi 2 kg trotylu, a sama bomba wypełniona była odłamkami. Część fragmentów utknęła w samochodzie GAZ Gazela, który w tym czasie przejeżdżał w pobliżu epicentrum, co znacznie zmniejszyło możliwą liczbę ofiar.

## Ofiary
W wyniku eksplozji dwie osoby zginęły na miejscu: charkowski aktywista Euromajdanu Ihor Tołmaczow i podpułkownik milicji Wadym Rybałczenko, a jedenaście osób zostało rannych. Następnego dnia zmarł 15-letni Danyło Didik, który w wyniku eksplozji doznał ciężkiego uszkodzenia mózgu i zapadł w śpiączkę. 24 lutego zmarł kolejny ranny, Mykoła Melnyczuk, 18-letni student Narodowego Uniwersytetu Gospodarki Miejskiej i aktywista Euromajdanu. Łączna liczba ofiar wyniosła cztery osoby zabite i dziewięć rannych.
Zmarli:
- Ihor Tołmaczow (ur. 10 maja 1962, zm. 22 lutego 2015) – aktywista charkowskiego Euromajdanu. Był sekretarzem obywatelskiego sztabu obrony obwodu charkowskiego; struktury zrzeszającej organizacje społeczne, polityczne i wolontariackie. Tołmaczow był także komendantem namiotu w pobliżu budynku Charkowskiej Obwodowej Administracji Państwowej, zbierającego pomoc dla prowadzenia operacji antyterrorystycznej w Donbasie i wsparcia poszkodowanych w strefie konfliktu[16]. Po trzęsieniu ziemi w Armenii w 1988 roku był organizatorem obywatelskiej służby ratowniczej na miejscu tragedii. Z wykształcenia był fizykiem[16].
- Wadym Rybalczenko (ur. 12 września 1977, zm. 22 lutego 2015) – funkcjonariusz milicji kryminalnej, podpułkownik, pośmiertnie awansowany do rangi pułkownika. Do Charkowa przyjechał z Perwomajskiego w celu zabezpieczenia marszu idąc na przodzie kolumny[17]. Pracował w milicji od 1998 roku[16]. Ukończył studia prawnicze na Narodowym Uniwersytecie Spraw Wewnętrznych w Charkowie. Był szefem wydziału milicji kryminalnej Perwomajskiego Oddziału Rejonowego Głównej Dyrekcji Ministerstwa Spraw Wewnętrznych Ukrainy. W czasie służby wielokrotnie nagradzany przez MSW i jego Główną Dyrekcję w obwodzie charkowskim[18].
- Danyło Didik (ur. 27 kwietnia 1999, zm. 23 lutego 2015) – aktywista patriotyczny, zawodnik dziecięcej drużyny piłkarskiej Metalista Charków. Należał do ruchu kibicowskiego, który po rozpoczęciu agresji Rosji na Ukrainę w 2014 roku organizował w Charkowie wydarzenia w obronie jedności i niepodległości Ukrainy. Didik uczestniczył we wszystkich wydarzeniach, włącznie z największą demonstracją, która odbyła się w dniu jego urodzin, 27 kwietnia 2014 roku. Wówczas 5 tysięcy kibiców Metalista i FK Dnipro przemaszerowało w marszu „Za zjednoczoną Ukrainę”[19]. Pośmiertnie odznaczony niepaństwowym orderem Ludowego Bohatera Ukrainy przyznawanym za „walkę o zachowanie państwa ukraińskiego”[20]. 28 lutego 2023 roku szkołę, do której uczęszczał, przemianowano na Liceum nr 11 im. Danyła Didika[21]. 23 listopada 2023 roku jego imieniem nazwano skwer w Kijowie[22].
- Mykoła Melnyczuk (ur. 19 grudnia 1996, zm. 24 lutego 2015) – aktywista patriotyczny. Uczestniczył w akcji StopCham sprzeciwiającej się łamaniu przepisów ruchu drogowego i arogancji na drogach, brał udział w charkowskim Euromajdanie oraz w akcjach patriotycznych na rzecz jedności Ukrainy. Był także ultrasem Metalista Charków. Melnyczuk studiował turystykę na pierwszym roku na Narodowym Uniwersytecie Gospodarki Miejskiej[23].

## Reakcje
Atak został potępiony przez Unię Europejską, której przedstawiciele wezwali do kontynuacji procesu pokojowego. Władze Łotwy potępiły terroryzm i „wszelką przemoc wobec ludności cywilnej” oraz podtrzymały wsparcie dla procesu pokojowego na Ukrainie przy „poszanowaniu niepodległości, suwerenności i integralności terytorialnej Ukrainy”. Rzecznik gruzińskiego MSZ Dawid Kereselidze złożył kondolencje rodzinom ofiar, wyraził wsparcie dla narodu ukraińskiego i jednoznacznie potępił atak terrorystyczny. 23 lutego był ogłoszony w Charkowie dniem żałoby po zmarłych. Mer Charkowa Hennadij Kernes powiedział, że Charków pozostaje miastem bez konfliktów międzyetnicznych i międzywyznaniowych, a atak był wynikiem zewnętrznej ingerencji w sprawy miasta. Dodał, że zastraszenie mieszkańców miasta nie przyniesie skutku, podkreślając, że „Charków był, jest i będzie integralną częścią Ukrainy”.
Szef separatystycznej wspieranej przez Rosję Donieckiej Republiki Ludowej Aleksandr Zacharczenko zasugerował odpowiedzialność SBU za dokonanie ataku mówiąc, że ukraińscy funkcjonariusze odnaleźli sprawców ataku tak szybko, jak gdyby sami byli organizatorami zamachu. Jak odnotowali komentatorzy, władze Federacji Rosyjskiej nie odniosły się oficjalnie do ataku w Charkowie.
16 stycznia 2017 roku Ukraina złożyła pozew do Międzynarodowego Trybunału Sprawiedliwości, którego celem jest pociągnięcie Federacji Rosyjskiej do odpowiedzialności za popełnienie aktów terroryzmu i dyskryminacji podczas trwającej od 2014 roku agresji na Ukrainę. Atak terrorystyczny podczas marszu jedności znalazł się na liście ataków terrorystycznych opracowanych przez stronę ukraińską.

## Śledztwo
Prokuratura obwodu charkowskiego wszczęła śledztwo w sprawie wybuchu kilka godzin po ataku. Sekretarz Rady Bezpieczeństwa Narodowego i Obrony Ukrainy Ołeksandr Turczynow ogłosił rozpoczęcie w mieście operacji antyterrorystycznej. Według doradcy szefa SBU Markijana Łubkiwskiego zatrzymano czterech podejrzanych, którzy należeli do podziemnej grupy terrorystycznej „Charkowscy partyzanci”, szkolonej w rosyjskim Biełgorodzie. Zatrzymanym odebrano posiadany przez nich miotacz ognia RPO Trzmiel. Według SBU terroryści przygotowywali się do przeprowadzenia przy pomocy tej broni 22 lutego kolejnych aktów terrorystycznych, w szczególności ataków na kluby i centra handlowe. 19 lutego, na trzy dni przed zamachem, ukraińskim funkcjonariuszom udało się zlokalizować i rozbroić bombę podobną do użytej w ataku na marsz jedności.
26 lutego 2015 roku w ramach operacji antyterrorystycznej funkcjonariusze Służby Bezpieczeństwa Ukrainy zatrzymali trzy osoby pod zarzutem popełnienia ataku terrorystycznego na marszu jedności. Wszystkich trzech uznano za podejrzanych na podstawie ust. 3 art. 258 (akt terrorystyczny) i ust. 1 art. 263 (nielegalne obchodzenie się z bronią) Kodeksu karnego Ukrainy. 27 lutego SBU opublikowała nagranie jednego z zatrzymanych, który przyznaje się do dokonania ataku na marsz jedności. Na nagraniu mówi o spotkaniu z przedstawicielem rosyjskich służb specjalnych, które odbyło się w listopadzie 2014 roku w Biełgorodzie. Na polecenie rosyjskiego funkcjonariusza miał monitorować przemieszczanie się ukraińskich wojsk i sprzętu. Do lutego 2015 roku odpowiadał za dostarczanie materiałów wywiadowczych, a następnie otrzymał zadanie wybrania celu ataku terrorystycznego. Zaproponował swojemu kuratorowi atak na marsz upamiętniający rocznicę rewolucji w pobliżu charkowskiego Pałacu Sportu. Po akceptacji celu odebrał za pośrednictwem tajnej skrytki odłamkową minę przeciwpiechotną MON-100. Za realizację ataku terrorystycznego współpracownik rosyjskich służb miał otrzymać wynagrodzenie w wysokości 10 tysięcy USD.

## Proces sądowy
22 kwietnia 2015 roku prokuratura obwodu charkowskiego zatwierdziła i skierowała do Frunzeńskiego Sądu Rejonowego w Charkowie akt oskarżenia przeciwko trzem podejrzanym o atak terrorystyczny – Wiktorowi Tetiuckiemu, Wołodymyrowi Dwornikowowi i Serhijowi Baszłykowowi. 22 lutego 2017 roku prokurator obwodu charkowskiego Jurij Danylczenko oświadczył, że oskarżeni i ich obrońcy wykorzystują wszelkie możliwości, aby opóźnić proces. Zauważył także, że „proces prawny został zakończony w 90%”. Do tego czasu odbyło się już około 60 rozpraw sądowych, z czego ponad 20 z nich zostało przerwanych z winy obrony. 21 kwietnia 2017 roku po zmianie składu orzekającego sąd postanowił rozpocząć rozpatrywanie sprawy od nowa, przychylając się do wniosku jednego z oskarżonych. W grudniu 2018 roku sprawa nadal toczyła się przed charkowskim sądem.
W 2019 roku Wołodymyr Zełenski i jego partia Sługa Ludu zwyciężyli w kwietniowych wyborach prezydenckich i lipcowych wyborach parlamentarnych. Jednym z głównych tematów podnoszonych przez nową ekipę rządzącą było zakończenie trwającej od 5 lat wojny w Donbasie. W lipcu 2019 roku rozpoczęto przygotowania do wznowienia rozmów w ramach formatu normandzkiego. 9 grudnia 2019 roku w Paryżu odbyło się pierwsze od trzech lat spotkanie przywódców państw: prezydenta Ukrainy Wołodymyra Zełenskiego, prezydenta Rosji Władimira Putina, kanclerz Niemiec Angeli Merkel i prezydenta Francji Emmanuela Macrona. Szczyt normandzki nie przyniósł przełomu politycznego, lecz wśród poczynionych ustaleń uzgodniono wymianę więźniów w formule „wszyscy za wszystkich” do 31 grudnia. Pod koniec grudnia strona ukraińska zwolniła 76 osób, a władze rosyjskie oraz zależne od nich tzw. Doniecka Republika Ludowa i Ługańska Republika Ludowa zwolniły 124 osoby. Pomimo późniejszych wymian realizacja formuły „wszyscy za wszystkich” nie doszła do skutku.
26 grudnia 2019 roku prokurator Wołodymyr Łymar oświadczył podczas posiedzenia sądu, że oskarżeni o przeprowadzenie ataku terrorystycznego w pobliżu Pałacu Sportu znajdują się na listach więźniów objętych wymianą na żądanie władz Federacji Rosyjskiej. Prokurator złożył wniosek o zmianę środka zapobiegawczego oskarżonego z tymczasowego aresztowania na poręczenie, żądając jednocześnie dla całej trójki oskarżonych kary dożywotniego pozbawienia wolności. Ołeh Hołowkow, prawnik osób poszkodowanych w ataku terrorystycznym, powiedział, że przekazanie oskarżonych w tej sprawie do innego państwa „będzie miało oczywiste znamiona przestępstwa przeciwko sprawiedliwości”. Z jego punktu widzenia oskarżeni nie mieścili się w żadnej kategorii osób, które mogłaby obejmować wymiana.
W czasie posiedzenia 26 grudnia Tetiucki i Dwornikow zapewniali o swojej niewinności, twierdząc, że w czasie procesu przyznali się do winy w wyniku tortur. Baszłykow potwierdził ich słowa, odmawiając jednocześnie składania odrębnych zeznań. 28 grudnia skład sędziowski Frunzeńskiego Sądu Rejonowego w Charkowie skazał oskarżonych o atak terrorystyczny Wiktora Tetiuckiego, Wołodymyra Dwornikowa i Serhija Baszłykowa na dożywocie z konfiskatą mienia. Jednakże ze względu na „wyjątkowe okoliczności” środek zapobiegawczy wobec skazanych zmieniono na poręczenie. Prawnik osób poszkodowanych w ataku terrorystycznym Ołeh Hołowkow po ogłoszeniu wyroku powiedział przedstawicielom mediów, że zarówno on, jak i jego klienci nie mają zastrzeżeń wobec wyroku, ale zamierzają odwołać się od decyzji o ekstradycji skazanych, uznając ją za „polityczną i w żaden sposób niezwiązaną z prawem”. Uwolnienie terrorystów odpowiedzialnych za zamach w Charkowie wywołało krytykę w ukraińskich i zagranicznych mediach.

## Upamiętnienie

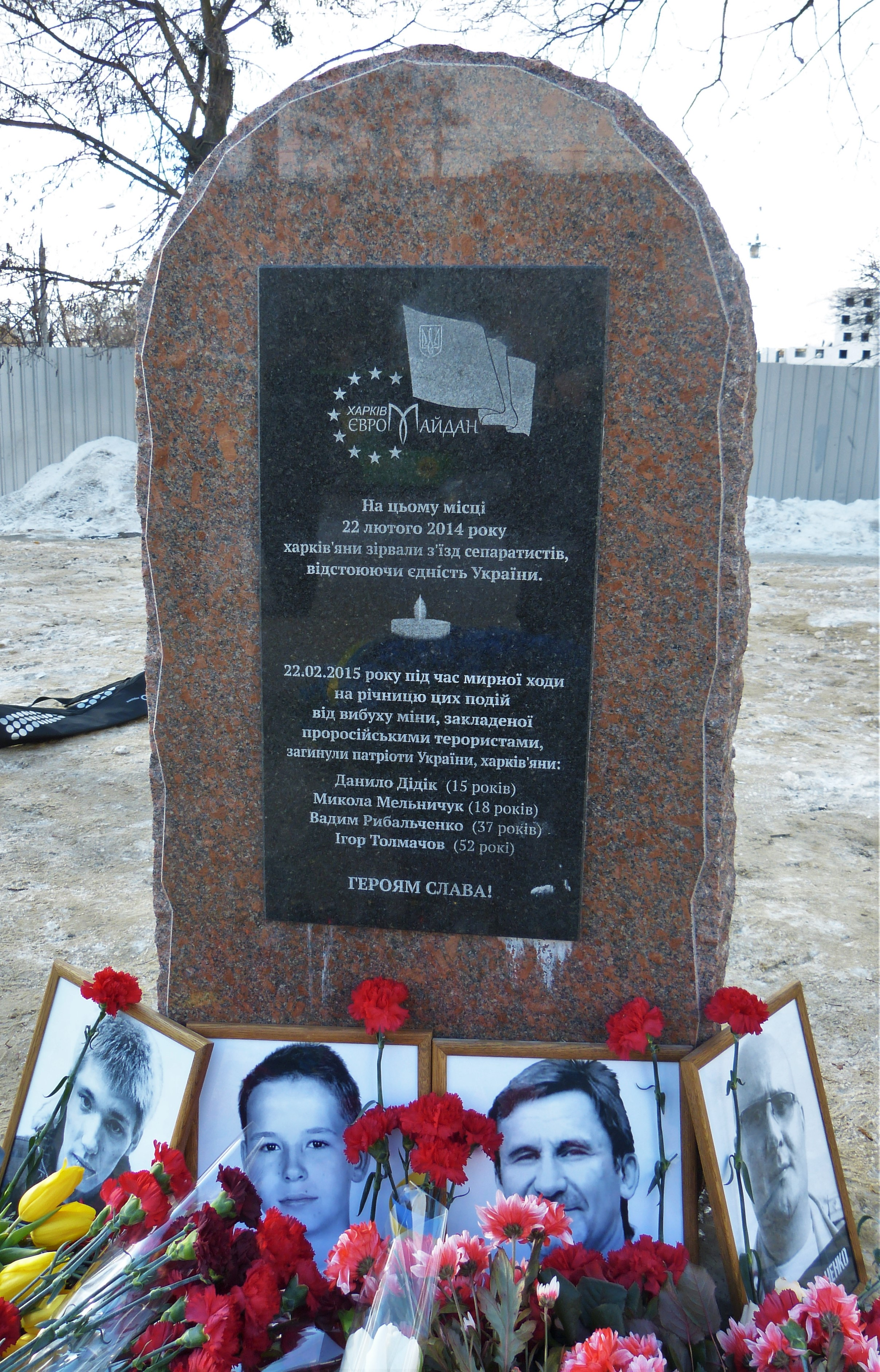
Kamień pamiątkowy ku czci ofiar ataku terrorystycznego z 22 lutego 2015 roku oraz ku pamięci wydarzeń z 22 lutego 2014 roku

24 lutego 2015 roku w Charkowie odbyło się czuwanie ku pamięci ofiar. Wszyscy zabici w zamachu zostali pośmiertnie odznaczeni Orderem „Za odwagę” III stopnia.
Co roku 22 lutego pod pomnikiem odbywają się akcje ku czci zmarłych, o czym informuje strona internetowa organizatorów marszu. 22 lutego 2016 roku, w pierwszą rocznicę zamachu, w pobliżu miejsca ataku terrorystycznego odsłonięto tablicę upamiętniającą ofiary.
21 września 2021 roku w cerkwi św. Jana Ewangelisty należącej do Kościoła Prawosławnego Ukrainy odsłonięto tablicę pamiątkową poświęconą ofiarom ataku terrorystycznego. Poświęcona została osobiście przez metropolitę kijowskiego i całej Ukrainy Epifaniusza.